# Before the Flood (colonna sonora)
Before the Flood è un album discografico di Trent Reznor, Atticus Ross, Mogwai e Gustavo Santaolalla del 2016, colonna sonora del film-documentario Punto di non ritorno - Before the Flood (Before the Flood) diretto da Fisher Stevens (2016).

## Tracce
1. Before the Flood (featuring Gustavo Santaolalla) – 7:53 (Trent Reznor, Atticus Ross)
2. A Minute to Breathe – 6:07 (Trent Reznor, Atticus Ross)
3. Between Two Poles (featuring Trent Reznor, Atticus Ross) – 8:06 (Gustavo Santaolalla)
4. Dust Bowl – 2:50 (Mogwai)
5. Thin Ice – 1:05 (Gustavo Santaolalla)
6. And When the Sky Was Opened – 6:35 (Trent Reznor, Atticus Ross)
7. Ghost Nets – 5:13 (Mogwai)
8. Trembling (featuring Trent Reznor, Atticus Ross) – 5:01 (Gustavo Santaolalla)
9. One More Step – 3:32 (Gustavo Santaolalla)
10. Huaynaputina – 6:39 (Mogwai)
11. At Dusk (featuring Gustavo Santaolalla) – 5:41 (Trent Reznor, Atticus Ross)
12. Thin Ice Reimagined (featuring Trent Reznor, Atticus Ross) – 6:09 (Gustavo Santaolalla)
13. Disappearing Act – 3:52 (Trent Reznor, Atticus Ross)
14. The Melting Pot – 2:05 (Gustavo Santaolalla)
15. 8 Billion – 8:41 (Trent Reznor, Atticus Ross)
16. One Perfect Moment – 10:08 (Trent Reznor, Atticus Ross)
17. A Minute Later – 1:46 (Trent Reznor, Atticus Ross)
18. After the Flood – 5:09 (Mogwai)